# Geografia de Niue

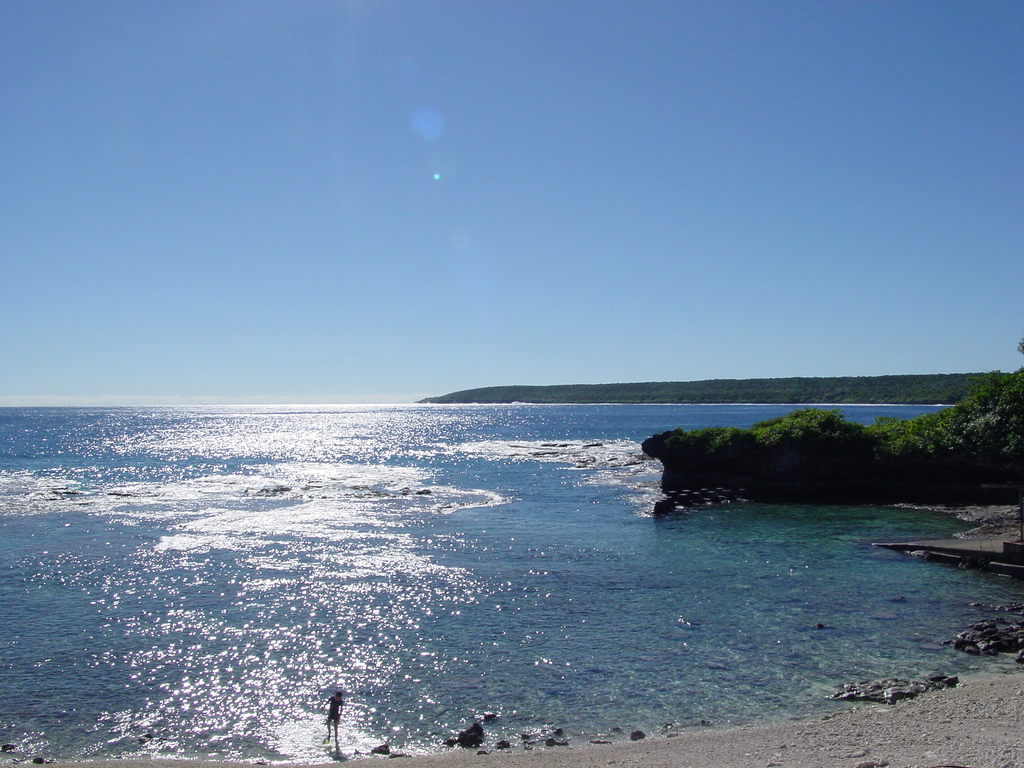
Avatele, Niue

A Geografia de Niue envolve uma paisagem bastante diferenciada em relação às ilhas vizinhas. Em oposição às Ilhas Cook, situada ao leste e Samoa, localizada ao norte, Niue não apresenta praias com areias brancas e águas rasas. 
Em função da presença de litologia calcária, Niue  apresenta significativo relevo cárstico, com o litoral repleto de penhascos, cavernas, desfiladeiros e piscinas naturais. Além de reconhecida beleza paisagística, tais áreas servem de abrigo a ampla gama de biodiversidade. 

## Formação da ilha
Niue é uma nação insular composta por uma única ilha. Com área total equivalente a 261 km², a ilha de Niue consiste no maior atol elevado existente no mundo.
Sua formação está relacionada à ação de vulcanismo submarino, cujas forças causaram o soerguimento do atol, dando origem à ilha. Devido à isto, seu embasamento é composto essencialmente por corais fossilizados, de modo que rochas calcárias predominam na litologia local.

## Relevo e paisagem
Por se tratar de um imenso atol, esta ilha é composta por elevado percentual de rochas calcárias, as quais são responsáveis pela existência de inúmeras feições cársticas em seu terreno, criando feições características deste tipo de litologia, sobretudo em sua faixa litorânea.
Os paredões rochosos localizados no litoral de Niue apresentam diversos desfiladeiros, grutas e cavernas, além de inúmeras piscinas naturais, nas quais existem corais que servem de abrigo a significativa biodiversidade marinha.

### Geologia e geomorfologia
Praticamente a totalidade da ilha é formada basicamente por três tipos de rochas derivadas de materiais calcários: rochas de recifes, conglomerados e sedimentos de areias de corais. Na superfície do terreno, frequentemente se encontram rochas afiadas e pontiagudas e alguns matacões intercalados com solos de profundidades variadas.. Pontualmente, é possível observar a presença de solos derivados de cinzas vulcânicas oriundas de antigas erupções, os quais apresentam taxas de radioatividade relativamente elevadas.
Não há rios, córregos, lagos ou quaisquer cursos d'água na ilha, pois a água se infiltra rapidamente em suas rochas porosas formando diversas rachaduras e cavidades no substrato. Após infiltrarem e percolarem pelas rochas, as águas se acumulam em um  lençol freático localizado a cerca de 60 metros abaixo da superfície e posteriormente afloram em fontes nas escarpas próximas ao mar. Há muitas cavernas no interior da ilha, sendo que algumas apresentam bolsões de água doce em seu interior, consistindo em importante fonte de recursos hídricos para os habitantes locais.